# Sunday Morning Coming Down (album)
Sunday Morning Coming Down je kompilacijski album Johnnyja Casha iz 1972. Sastoji se od pjesama snimljenih za albume s koncerata u zatvorima i pjesama kao što su "Folsom Prison Blues", "Orange Blosson Special", "Understand Your Man" i "Sunday Morning Coming Down". Album je reizdan 1999. bez dodatnih pjesama.

## Popis pjesama
1. "Folsom Prison Blues" (Cash) - 2:47
2. "Orange Blossom Special" (Ervin Rouse) - 3:11
3. "It Ain't Me Babe" (Bob Dylan) - 3:05
4. "Big River" (Cash) - 2:23
5. "I'm Gonna try To Be That Way" (Cash) - 3:26
6. "Green Green Grass of Home" (Curly Putman) - 2:34
7. "Understand Your Man" (Cash) - 2:47
8. "If I Were A Carpenter" (Tim Hardin) - 3:03
9. "Long Black Veil" (Danny Dill, Marijohn Wilkin) - 3:09
10. "Don't Think Twice, It's All Right" (Bob Dylan) - 3:00
11. "Sunday Morning Coming Down" (Kris Kristofferson) - 4:10

## Ljestvice
Album - Billboard (Sjeverna Amerika)
| Godina | Ljestvica      | Pozicija |
| ------ | -------------- | -------- |
| 1973.  | Country albumi | 35       |